# Asarkina liberia
Asarkina liberia är en tvåvingeart som beskrevs av Charles Howard Curran 1938. Asarkina liberia ingår i släktet Asarkina och familjen blomflugor. Inga underarter finns listade i Catalogue of Life.